# Ruud Koopmans

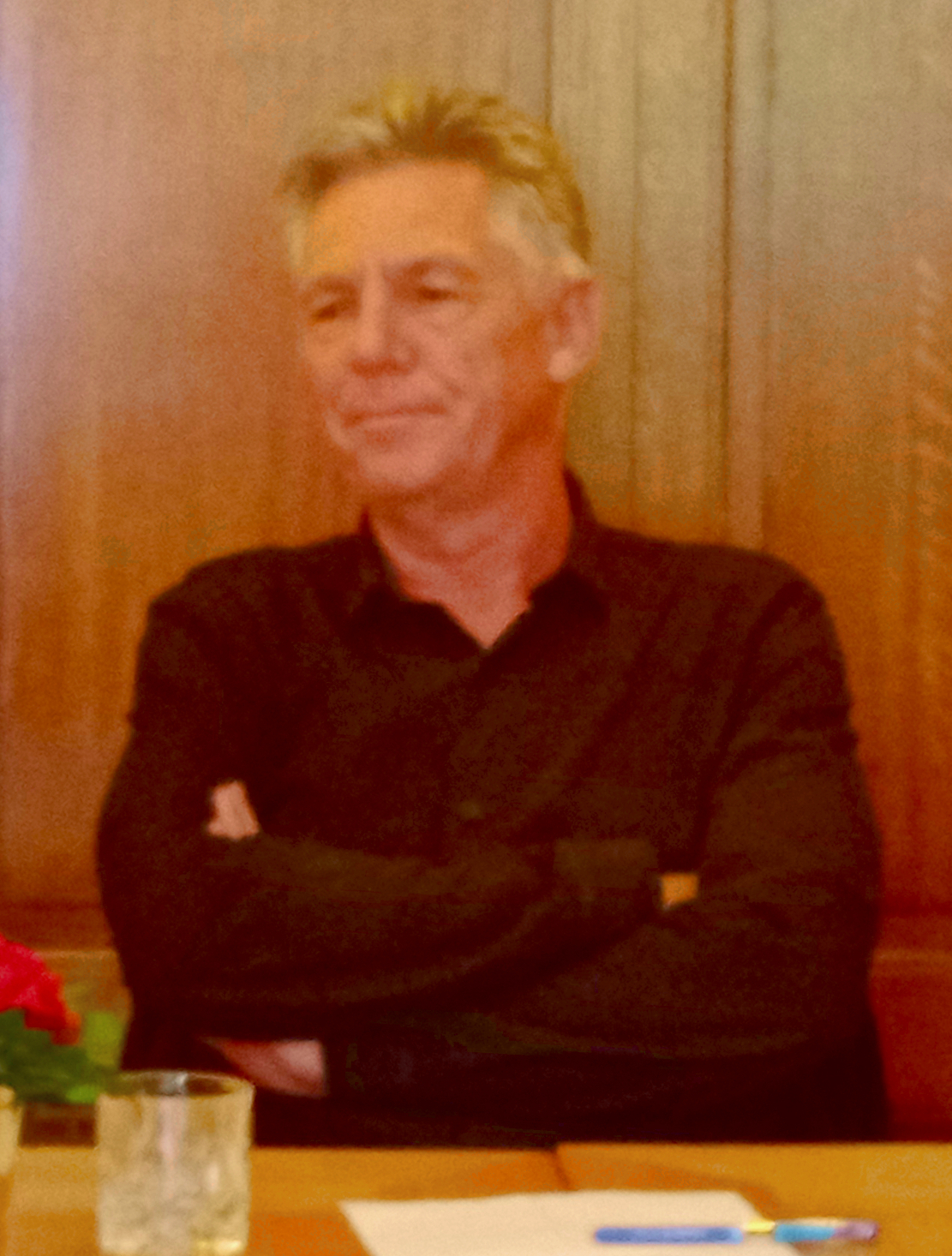
Ruud Koopmans (2023)

Ruud Koopmans (geboren 2. Februar 1961 in Uithoorn) ist ein niederländischer Sozialwissenschaftler, Professor für Soziologie und Migrationsforschung an der Humboldt-Universität zu Berlin und war von 2020 bis 2022 Vorsitzender des Kuratoriums des Deutschen Zentrums für Integrations- und Migrationsforschung (DeZIM), Berlin.

## Leben
Ruud Koopmans ist ein Sohn von Johannes Koopmans und Mart Porsinck. Er studierte Ökologie an der Universität Wageningen und Politikwissenschaft an der Universität von Amsterdam, an der er 1992 mit der Dissertation Democracy from Below. New Social Movements and the Political System in West Germany promoviert wurde.
Koopmans ist mit einer kurdisch-alevitischen Türkin verheiratet; gemeinsam haben sie eine Tochter.
Von 1994 bis 2004 war er Angestellter am Wissenschaftszentrum Berlin für Sozialforschung (WZB). Von 2003 bis 2010 war er Professor für Soziologie an der Vrije Universiteit Amsterdam. Ab 2007 leitet er in Berlin am WZB die Abteilung Migration, Integration und Transnationalisierung. Er wurde 2013 Professor für Soziologie und Migrationsforschung am Institut für Sozialwissenschaften der Humboldt-Universität. Im Jahr 2018 wurde er Mitglied des Kuratoriums des Deutschen Zentrums für Integrations- und Migrationsforschung (DeZIM), Berlin, und wurde 2020 Vorsitzender des Kuratoriums.

## Forschung
Koopmans forscht zur Integration und Assimilation von Migranten. Dabei seien als Ergebnis einer WZB-Studie gute Sprachkenntnisse, die überwiegende Nutzung deutscher Medien und interethnische Kontakte entscheidende Erfolgsfaktoren für Migranten auf dem deutschen Arbeitsmarkt. In einer weiteren WZB-Studie zu Fundamentalismus und Fremdenfeindlichkeit von Muslimen und Christen in Europa kam Koopmans zu dem Ergebnis, dass ein erheblicher Teil der in Europa lebenden Muslime fundamentalistische Auffassungen vertrete. So gaben drei Viertel der in den sechs untersuchten Ländern befragten Muslime an, es gebe nur eine mögliche Auslegung des Korans, 60 Prozent lehnten Homosexuelle als Freunde ab. Jeweils 45 Prozent waren überzeugt, dass man Juden nicht trauen könne und dass der Westen den Islam zerstören wolle. Zu Vergleichszwecken befragte europäische Christen stimmten analogen Aussagen zu weit geringeren Anteilen zu. Diese Studie ist allerdings umstritten. Der Politikwissenschafter Erik Voeten schätzt die Umfrage „soweit er es beurteilen kann“ als professionell ein, hätte sich allerdings mehr Informationen gewünscht. Andere monieren, dass nur Einwanderer befragt wurden, die selbst oder deren Eltern aus der Türkei und Marokko stammen, oder dass Koopmans in den Medien Fundamentalismus pauschal mit Fanatismus gleichsetze. Der Rechtswissenschaftler Mathias Rohe ergänzt, dass die Fragestellungen der Studie höchst vage formuliert seien und eine unpräzise Kategorie des „Fundamentalismus“ verwendet werde. An der Fragestellung kritisiert der Islamwissenschaftler Elhakan Sukhni (Universität Osnabrück), dass die Rückbesinnung auf die Wurzeln des Islam nicht zwangsläufig ein Zeichen von Rückständigkeit sei, sondern oft mit einer modernen Auslegung des Korans einhergehe, wie sie von reformistischen Bewegungen praktiziert wird. Von Ferda Ataman wird die Behauptung es handle sich um eine repräsentative Umfrage aus mehreren Gründen abgelehnt (Einschränkungen in der Population).
Koopmans engagierte sich bei den niederländischen Grünen, bis deren Fraktionsvorsitzender Mohamed Rabbae 1994 ein Verbot des Buchs Die satanischen Verse von Salman Rushdie in Erwägung zog.
Die Flüchtlingspolitik Angela Merkels bezeichnete er 2016 als „absolute Fehlleistung“.
Im Juni 2017 erschien sein Buch „Assimilation oder Multikulturalismus? Bedingungen gelungener Integration“ (LIT-Verlag), das eine deutschsprachige Übersicht seiner Forschungsergebnisse bietet, und in dem er die Assimilation für das präferierte Gesellschaftsmodell hält.
Im 2020 erschienenen „Das verfallene Haus des Islam“ analysiert Koopmans den Aufstieg und die Verbreitung des islamischen Fundamentalismus. Jener Aufstieg seit den 1970er Jahren, nicht der Kolonialismus, sei, so die zentrale These, verantwortlich für die Rückständigkeit der islamischen Welt in vielen Bereichen von der wirtschaftlichen Entwicklung über Demokratie bis zur Emanzipation von Frauen. Dies sei kein unveränderliches Problem des Islam, allerdings müssten die drei Hauptprobleme Vermischung von Religion und Politik (diese führe zu vielen Kriegen), Benachteiligung der Frauen (deren Überwindung in der westlichen Welt hält Koopmans für die größte Errungenschaft im 20. Jahrhundert), Wertschätzung von weltlichen Wissenschaften (darin sei die islamische Welt ja historisch schon mal führend gewesen) gelöst werden.
Außer zu Migration, Integration und religiösem Fundamentalismus publizierte Koopmans auch zu sozialen Bewegungen, Rechtsextremismus und europäischer Integration.
Anfang Juli 2024 beteiligte er sich mit etwa 70 anderen Professoren an einem von Stefan Liebig initiierten Protestschreiben, das auf einer Webseite Profs against antisemitism veröffentlicht wurde. Dieses forderte auf, sich „ohne wenn und aber“ vor jüdische Studenten und Kollegen zu stellen und wandten sich gegen Antisemitismus im Zusammenhang mit dem Krieg in Gaza, die Verwendung von Terrorsymbolen und das Infragestellen des Existenzrechts Israels, indirekt auch in Bezug auf propalästinensische Protestcamps an deutschen Universitäten.

## Rezeption
Ayaan Hirsi Ali nannte Koopmans  Das verfallene Haus des Islam „ein Standardwerk für alle, die sich mit den Herausforderungen der islamischen Welt und der Integration muslimischer Minderheiten in Europa befassen“. Deutlich kritischer ist eine Rezension des Professors Jakob Skovgaard-Petersen (Universität Kopenhagen), dem zufolge Koopmans  Begründungen einen gewissen Erklärungswert für das muslimische Mittelalter, aber nicht für die Gegenwart hätten. Ebenso kritisch fällt eine Rezension von vier Wissenschaftlern (Universität Aarhus) in der dänischen Fachzeitschrift tidsskrift for islamforskning aus. Demnach werden in der dänischen und deutschen Übersetzung des niederländischen Originals unterschiedliche Daten herangezogen, das aber nicht offengelegt und Koopman eine selektive Auswahl von Daten vorgeworfen.
Koopmans Forschung wird kontrovers aufgenommen. So kritisierten Studentengruppen Koopmans, er lege mit seinen Studien und Schlussfolgerungen über den Islam und Muslime den „Nährboden für antimuslimischen Rassismus“. Während er von konservativen Medien unter anderem als „Tabubrecher gefeiert“ wird, wird er von linken und linksliberalen Medien kritisch rezipiert.

## Schriften
Monographien
- Democracy from Below. New Social Movements and the Political System in West Germany. Westview Press, Boulder 1995, ISBN 0-8133-8721-3 (Zugl.: Amsterdam, Univ., Diss., 1992).
- Assimilation oder Multikulturalismus? Bedingungen gelungener Integration. LIT Verlag, Berlin 2017, ISBN 978-3-643-13768-5.
- Das verfallene Haus des Islam. C.H. Beck, München 2020, ISBN 978-3-406-74924-7.
- Die Asyl-Lotterie. Eine Bilanz der Flüchtlingspolitik von 2015 bis zum Ukrainekrieg. C.H. Beck, München 2023, ISBN 3-406-79738-5.

Aufsätze
- Ruud Koopmans: The Dynamics of Protest Waves: West Germany, 1965 to 1989. In: American Sociological Review. Band 58, Nr. 5, Oktober 1993, ISSN 0003-1224, S. 637, doi:10.2307/2096279, JSTOR:2096279.
- Der Verdacht gegen die Vielen, in: Die Zeit,  14. Juni 2017, S. 44.
- mit Ines Michalowski: Why Do States Extend Rights to Immigrants? Institutional Settings and Historical Legacies Across 44 Countries Worldwide. In: Comparative Political Studies, Vol. 50, No. 1, 2017, S. 41–74.
- Does Assimilation Work? Sociocultural Determinants of Labour Market Participation of European Muslims . In: Journal of Ethnic and Migration Studies, Vol. 42, No. 2, 2016, S. 197–216.
- Religious Fundamentalism and Hostility against Out-groups. A Comparison of Muslims and Christians in Western Europe . In: Journal of Ethnic and Migration Studies, Vol. 41, No. 1, 2015, S. 33–57.
- mit Bram Lancee, Merlin Schaeffer (Hrsg.): Social Cohesion and Immigration in Europe and North America. Mechanisms, Conditions, and Causality . Routledge Advances in Sociology, Vol. 137. London/New York, NY: Routledge, 2015.
- Religious fundamentalism and out-group hostility among Muslims and Christians in Western Europe. Discussion Paper SP VI2014–101. WZB Berlin 2014.
- „Die Gesellschaft insgesamt muss sich Fragen stellen“. Der Soziologe Ruud Koopmans hält ein NPD-Verbot für kontraproduktiv – die rechte Gewalt würde dann vermutlich zunehmen – Interview. In: Horst Meier (Hrsg.): Verbot der NPD – ein deutsches Staatstheater in zwei Akten. Analysen und Kritiken 2001–2014. Berlin: BWV Berliner Wissenschafts-Verlag, 2015, S. 360–361. (Zuerst publiziert in: Der Tagesspiegel, 5. Dezember 2011)
- mit Susanne Veit: Cooperation in Ethnically Diverse Neighborhoods. A Lost-letter Experiment. In: Political Psychology, Vol. 35, No. 3, 2014, S. 379–400.
- Multiculturalism and Immigration. A Contested Field in Cross-national Comparison . In: Annual Review of Sociology, 2013, S. 147–169.
- mit Sarah Carol: Dynamics of Contestation over Islamic Religious Rights in Western Europe. In: Ethnicities, Vol. 13, No. 2, 2013, S. 165–190.
- mit Ines Michalowski, Stine Waibel: Citizenship Rights for Immigrants. National Political Processes and Cross-National Convergence in Western Europe, 1980–2008. In: American Journal of Sociology, Vol. 117, No. 4, 2012, S. 1202–1245.
- mit Paul Statham (Hrsg.): The Making of a European Public Sphere. Media Discourse and Political Contention. Communication, Society and Politics. Cambridge u. a.: Cambridge University Press, 2010.